# Ег ан дер Гинц
Ег ан дер Гинц (њем. Egg an der Günz) општина је у њемачкој савезној држави Баварска. Једно је од 52 општинска средишта округа Унтералгој. Према процјени из 2010. у општини је живјело 1.149 становника. Посједује регионалну шифру (AGS) 9778130.

## Географски и демографски подаци
Ег ан дер Гинц се налази у савезној држави Баварска у округу Унтералгој. Општина се налази на надморској висини од 580 метара. Површина општине износи 20,7 km². У самом мјесту је, према процјени из 2010. године, живјело 1.149 становника. Просјечна густина становништва износи 55 становника/km².